# Entosthodon planifolius
Entosthodon planifolius är en bladmossart som beskrevs av George Henry Kendrick Thwaites och Mitten 1873. Entosthodon planifolius ingår i släktet koppmossor, och familjen Funariaceae. Inga underarter finns listade i Catalogue of Life.